# Чешњице (Луковица)
Чешњице (словен. Češnjice) је насељено место у општини Луковица, Средњесловенска регија, Словенија.

## Историја
До територијалне реорганизације у Словенији биле су у саставу старе општине Домжале.

## Становништво
У попису становништва из 2011. године, Чешњице су имале 19 становника.
| Број становника према пописима | Број становника према пописима | Број становника према пописима |
| ------------------------------ | ------------------------------ | ------------------------------ |
| 1991                           | 2002                           | 2011                           |
| 15                             | 16                             | 19                             |

## Галерија
- унутрашњост цркве
- стара сеоска кућа
- пут кроз село
- пејзаж и црква